# Шухари, Сада
Сада Шухари (в замужестве Колодни, англ. Sadah Shuchari Colodny, ранние выступления под именем Сади Шварц, англ. Sadie Schwartz; 11 декабря 1908, Энфилд, штат Коннектикут — 2001, Франклин, штат Вермонт) — американская скрипачка.
Училась в Джульярдской школе. В 1927 г. стала одним из лауреатов Наумбурговского конкурса молодых исполнителей. В 1928 г. вместе с Мюриэл Керр дебютировала в Карнеги-холле в рамках проекта поддержки молодых музыкантов, посвящённого памяти Франца Шуберта, — исполнив Концерт для скрипки с оркестром Иоганнеса Брамса с Нью-Йоркским филармоническим оркестром под управлением Виллема Менгельберга (критические оценки, впрочем, были весьма сдержанными). В 1929 г. записала диск с «Арабской мелодией» Александра Глазунова и «Сицилианой и ригодоном» Франкёра в транскрипции Крейслера. В 1930-40-е гг. жила и работала в Далласе и считалась одной из ведущих скрипачек Техаса, затем преподавала в Университете Вермонта.